# Tecticeps alascensis
Tecticeps alascensis là một loài chân đều trong họ Tecticipitidae. Loài này được Richardson miêu tả khoa học năm 1897.